# Fonte Boa (Amazonas)
Fonte Boa, amtlich Município de Fonte Boa, ist eine brasilianische Gemeinde im Bundesstaat Amazonas mit 25.871 Einwohnern. (Stand 2022)

## Lage und Verkehrsanbindung
Die Gemeinde liegt am mittleren Rio Solimões, 531 km flussaufwärts von Manaus. Der Hauptort befindet sich am rechten Ufer des Solimões am Flussarm Paraná Gajarai. Auf dem Gebiet der Gemeinde befinden sich 50 % der Reserva de Desenvolvemento Sustentavel (RDS) Mamirauá. Erreichbar ist der Ort per Schiff und über den Flughafen der Gemeinde mit dem IATA-Code FBA.

## Klima
Die Stadt hat tropisches Regenwaldklima, Af nach der Klimaklassifikation nach Köppen und Geiger. Die Durchschnittstemperatur ist 25,7 °C. Die Niederschlagsmenge liegt im Schnitt bei 2996 mm im Jahr.

## Geschichte
Die Geschichte von Fonte Boa steht in engen Zusammenhang mit der Geschichte von Tefé. Ende des 17. Jahrhunderts gründete der Jesuit Samuel Fritz in einer Siedlung der Kokama die Missionsstation Nossa Senhora de Guadelupe. Kurz darauf wurde das Dorf, das Taracoatéua oder Taracuariba genannt wurde, zerstört und dann von den Portugiesen wiederaufgebaut und 1759 unter dem Namen Fonte Boa zum „Lugar“ erhoben. 1891 wurde Fonte Boa aus dem Munizip Tefé ausgegliedert und zur Vila erhoben. Als offizielle Erhebung zum Munizip wird der 31. März 1938 gesehen. Im Jahr 1955 verlor dann Fonte Boa einen Teil seines Territoriums an das ausgegliederte Jutaí, das selbst zum eigenständigen Munizip ernannt wurde.

## Bevölkerung
Nach der Zählung von 2010 lebten auf dem Gebiet der Gemeinde 22.817 Menschen, 10.552 davon im urbanen Bereich, 7440 im ländlichen Bereich. 18.457 definierten sich als Farbige, 2993 als Weiße, 840 als Schwarze, 134 als Asiaten und 884 als Indigene. 9219 Menschen, also über 40 % der Einwohner, waren unter 15 Jahre alt, davon 3266 unter 5 Jahren und 4893 zwischen 15 und 25. Dabei liegt die Zahl für die Altersgruppen zwischen 0 und 15 Jahren fast doppelt so hoch wie für die Altersgruppe von 15 bis 24 Jahre. 7359 Einwohner, bzw. 32 %, waren zwischen 25 und 60 Jahre alt.
In den drei Terras Indígenas, die auf dem Gebiet des Munizips liegen, leben Angehörige der Ethnien Kaixana, Ticuna und Kokama.

## Wirtschaft
Im Jahr 2019 betrug das BIP 10.625 Real pro Kopf. 2180 Personen oder 12,8 % der Bevölkerung waren als beschäftigt gemeldet. Dienstleistungen sind der größte Wirtschaftszweig mit einem Anteil von 38,4 Millionen Real, gefolgt von Landwirtschaft mit 23,3 Millionen Real und Industrie mit 12,4 Millionen Real. Der größte Einzelposten sind staatliche Leistungen wie Verwaltung, Bildung und öffentliche Gesundheit mit 106,1 Millionen Real.

### Landwirtschaft
Die wichtigsten Produkte der Landwirtschaft sind Maniok (1,8 Millionen Real), Wassermelonen (1,2 Millionen Real) und Bananen (576.000 Real). Dazu werden Acai, Paranuss und Ananas kommerziell angebaut.